# معركة غيدي
معركة غيدي وهي معركة من المعارك التي وقعت خلال الصراع الطويل بين جمهورية البندقية ودوقية ميلانو الذي استمر بين عامي 1425 و1454. وقعت هذه المعركة في 15 أغسطس 1453 بالقرب من بلدة غيدي اللومباردية. سمح الاشتباك لدوقية ميلانو باستعادة جزء كبير من باسا بريشيانا. أسفرت المعركة عن مقتل العديد من اهل البندقية، ونتيجة للهزيمة، قامت جمهورية البندقية بإقالة جاكوبو بيتشينينو من قيادة جيوشها. وتم التوقيع على معاهدة صلح لودي في العام التالي في أبريل. من أجل تأمين أراضيه وتجنب المزيد من الصراع مع ميلان، تزوج بيتشينينو من دروسيانا سفورزا، ابنة دوق ميلانو فرانشيسكو سفورزا في عام 1464.